# Walter Gwynn
Walter Gwynn (22 februari 1802 – 6 februari 1882) was een ingenieur en soldaat die officier werd in het Virginia Provisional Army general en een brigadegeneraal in de North Carolina militia in de begindagen van de Amerikaanse Burgeroorlog. In 1861 kreeg hij de rang van kolonel in het Confederate States Army. Voor de oorlog was hij werkzaam als ingenieur en voorzitter van een spoorwegmaatschappij. In 1863 werd hij benoemd tot Florida Comptroller en bleef na het conflict werkzaam als ingenieur.

## Beginjaren
Gwynn werd in Jefferson County, West Virginia en kleinzoon van Humprey Gwynn die op zijn beurt een afstammeling was van kolonel Hugh Gwynn die Virginia koloniseerde in de jaren voor 1640. Zijn vader was Thomas Peyton Gwynn, geboren op 19 april 1762 en Ann Thomas Gwynn. Zijn vader overleed in 1810. Hetzelfde jaar waarin zijn dochter, Frances Ann Gwynn, in het huwelijk trad met William Branch Giles, een senator en later gouverneur van Virginia. Frances en William werden aangesteld als pleegouders voor Walter. In 1818 trad hij toe tot de militaire academie in West Point.

## Diensttijd in het leger van de Verenigde Staten van Amerika
Hij studeerde af van het United States Military Academy in West Point, New York in 1822. Hij kreeg een commissie als gebrevetteerd Tweede luitenant in de 2nd U.S. Artillery. Later werd hij overgeplaatst naar het 4th U.S. Artillery. In 1827 hielp hij de route in kaart brengen voor de latere Baltimore en Ohio spoorweg.

## Ingenieur
In februari 1832 nam hij ontslag uit het leger. Van 1833 tot 1836 was hij werkzaam als hoofdingenieur tijdens de aanleg van de Portsmouth en Roanoke spoorweg.
Tussen 1836 en 1840 was hij hoofdingenieur en superintendant van de Wilmington en Raleigh spoorweg in North Carolina. Daarnaast voerde hij verschillende opdrachten uit in Florida, North Carolina en Virginia om routes uit te tekenen voor spoorwegen en kanalen. Hij werd tot president benoemd van de Portsmouth en Roanoke spoorweg, een functie die hij tussen 1842 en 1846 uitoefende. In 1846 werd hij aangesteld als president van de James en Kanawha Canal company. Hij oefende deze functie uit tot 1853. Toen verhuisde hij van Richmond, Virginia naar Raleigh, North Carolina. In 1850 werd hij aangesteld door de North Carolina spoorwegmaatschappij als hoofdingenieur om het volledige traject van de spoorweg uit te tekenen en aan te leggen. In 1856 was de bouw van de spoorlijn afgerond. Tussen 1853 en 1855 verrichtte hij werk voor de spoorwegen Atlantic en North Carolina en de spoorweg Western North Carolina. Tussen 1848 en 1855 was hij hoofdingenieur voor de Wilmington en Manchester spoorweg en in de jaren 1850 werkte hij eveneens voor de Blue Ridge spoorweg van South Carolina.
Gwynns verschillende aanstellingen bij concurrerende spoorwegen waren controversieel, maar zijn kwalificaties en verwezenlijkingen konden deze kritiek altijd overstemmen. In de late jaren 1850 had hij een internationale reputatie opgebouwd als spoorwegingenieur en stichter van de spoorwegen in het zuidoosten van het land. In 1857 stopte hij als ingenieur en verhuisde naar South Carolina.

## Amerikaanse Burgeroorlog
Bij het begin van de Amerikaanse Burgeroorlog was Gwynn majoor bij de genie in de South Carolina Militia. Na tussenkomst van de gouverneur had Gwynn deze commissie aanvaard. Hij speelde een rol in het plannen van de Aanval op Fort Sumter. Hij kreeg de opdracht om op verschillende strategische punten batterijen in te richten tegen het door de Noordelijke troepen bezette fort.
Op 10 april 1861 ontving hij de commissie van generaal-majoor bij de Virginia militia en kreeg de verdedigingswerken van Norfolk en Portsmouth, Virginia onder zijn hoede. Tegen midden mei was deze opdracht afgerond. In 1861 coördineerde Gwynn de aanleg van de verdedigingswerken in Sewell's Point. Dit punt lag aan de andere zijde van de monding van Hampton Roads tegenover Fort Monroe bij Old Point Comfort. Hij nam ook deel aan de Slag bij Big Bethel tijdens de blokkade van de Chesapeake Bay.
Daarnaast diende Gwynn ook als brigadegeneraal in het Virginia Provisional Army en als brigadegeneraal in de North Carolina militia waar hij de Northern Coast Defenses onder zijn hoede had. Deze aanstellingen kreeg hij allemaal tijdens de lente en de zomer van 1861. In augustus nam hij dienst als majoor in het Confederate States Army bij de genie. Op 9 oktober 1862 werd hij bevorderd tot kolonel.

## Verdere levensloop
In 1863 nam hij ontslag uit al zijn militaire functies en werd benoemd tot Comptroller van Florida. Na de oorlog werkte hij als ingenieur in North Carolina. 
Hij overleed in Baltimore, Maryland en werd bijgezet in het Hollywood Cemetery in Richmond, Virginia.

## Militaire loopbaan
- Kadet United States Military Academy: 10 september 1818 - 1 juli 1822[2]
- Brevet Second Lieutenant: 1 juli 1822[2]
- Second Lieutenant: 1 juli 1822[2]
- First Lieutenant: 19 oktober 1829[2]
- Ontslag genomen USA: 2 februari 1832[2]
- Major (CSA): augustus 1861
- Brigadier General: 21 april 1861[3]
- Brigadier General in de North Carolina Volunteers: 25 mei 1861[3]
- Colonel in het Regular Army: 9 oktober 1862[3]
- Brigadier General in de Virginia Provisional Army
- Brigadier General in de North Carolina Militie

## Aanbevolen lectuur
- North Carolina Railroad Company. Proceedings of the General Meeting of Stockholders of the North Carolina Rail Road Company, at Greensboro, July 10, 1851, with the By-Laws of the Company, as Revised at Said Meeting. Greensboro: Printed at the Patriot Office, 1851.
- Trelease, Allen W. The North Carolina Railroad, 1849–1871, and the Modernization of North Carolina, UNC Press, 1991, ISBN 0-8078-1941-7.